# Multiversal
Multiversal é o quarto álbum do aclamado guitarrista brasileiro Frank Solari.
Sobre o álbum, em entrevista ao site Guitarexperience, Frank Solari deu o seguinte depoimento:

## Faixas
1. Multiversal - 3:59
2. Spiritual Guide (feat. Karina Lacerda, Mateus Asato & Aquiles Priester) - 3:13
3. Guitar Prelude - 1:15
4. Magic Planet - 3:56
5. Vivaldi Summer Presto (feat. Valdi Dalla Rosa & Elias Frenzel) - 2:45
6. Chopin Valse Opus 64/2 - 3:26
7. Rhythm Travellers (feat. Kiko Freitas) - 3:32
8. Stargate (feat. André Nieri & Roger Solari) - 3:56
9. Alma da Amazônia (feat. Izmália & Mestre Jaburu) - 4:34
10. Força Vital (feat. Aquiles Priester) - 3:25
11. A New Morning Shine (feat. Mauro Araújo) - 2:20
12. Catch the Rabbit (feat. Valdi Dalla Rosa & Elias Frenzel) - 3:09

## Créditos Musicais
- Frank Solari - Guitarras, Violão Nylon, Doubleneck Guitar Sitar, Guitarra Baiana, Ukulele Sitar
- Karina Lacerda - Voz
- Mateus Asato - Guitarras
- Aquiles Priester - Baterias
- Elias Frenzel - Baterias
- Valdi Dalla Rosa - Baixo elétrico
- Kiko Freitas - Baterias
- Mateus Asato - Guitarras
- Roger Solari - Baixo Elétrico
- André Nieri - Guitarras
- Izmália - Voz
- Mestre Jaburu - Percussão
- Mauro Araújo - Teclados